# Walenty Owczarski
Walenty Owczarski (ur. 2 lutego 1906 w Wieruszowie, zm. 1964) – polski żołnierz okresu II wojny światowej, kawaler orderu Virtuti Militari.

## Życiorys
Urodził się jako jeden z dziesięciorga dzieci Tomasza i Józefy z domu Maciejewskiej. W 1928 roku wstąpił do kontraktowej służbie wojskowej jako podoficer zawodowy 83 Pułku Strzelców Poleskich w Kobryniu, a od 1939 był pod dowództwem płk. Adama Nadachowskiego. W ramach tzw. cichej mobilizacji wraz z innymi jednostkami 30 Dywizji Piechoty pod dowództwem gen. Cehaka, został przerzucony w ramach wzmocnienia granicy zachodniej Polski w rejon Działoszyna. Kampanię wrześniową odbył w ramach II Batalionu 83 pp dowodzonego przez mjr Stanisława Kalinowskiego, uczestnicząc w zakresie działania Grupy Operacyjnej Armii Łódź generała Thommée. Brał udział w ciężkich i krwawych walkach granicznych, w pierwszych dniach września pod Parzymiechami oraz w rejonie Gór Borowskich na głównym kierunku natarcia pancernych wojsk niemieckich w kierunku Tomaszów Mazowiecki - Warszawa. Przy bezskutecznej próbie przedarcia się do oblężonej twierdzy Modlin, pod Jeżowem i Przyłękiem uczestniczył w dniach 8/9 września w bitwie, w której zginęli prawie wszyscy dowódcy batalionów oraz dowódca pułku płk. Nadachowski, a zakończonej niemal całkowitym rozbiciem 83 pp. Pułk ten odznaczony został za bohaterską walkę w kampanii wrześniowej krzyżem Virtuti Militari. W następnych dniach podjął nieudaną próbę przedostania się do Rumunii i został aresztowany przez wojska sowieckie w dniu 22 września we Włodzimierzowie Wołyńskim. W katorżniczych warunkach obozu jenieckiego, pracował w kamieniołomach budując drogi w okolicach Kijowa. Po napaści Niemiec na ZSRR w czerwcu 1941 roku został ewakuowany z tzw. obozem lwowskim jeńców polskich, w lipcu i sierpniu na wschód do m.in. obozu w Starobielsku, w górach Uralu. Na podstawie porozumień podpisanych w Moskwie między Sikorskim a Majskim, został wcielony w obozie Tockoje do wojska polskiego tworzonego przez gen. Władysława Andersa w ZSRR. Po ewakuacji w 1942, przeszedł pod dowództwo brytyjskie na Bliskim Wschodzie, przebywając w latach 1942–1944 w Iranie, Iraku, Transjordanii, Palestynie, Syrii, Libanie i w Egipcie. W Kampanii włoskiej od 1943 do 1944 roku walczył w stopniu sierżanta, w ramach 17 Lwowskiego Batalionu Piechoty 5 Kresowej Dywizji Piechoty II Korpusu Generała Władysława Andersa, wchodzącego w skład 8 Armii Brytyjskiej. Był ciężko ranny w bitwie o Monte Cassino, w czasie szturmu wzgórza 593, w dniu 17 maja 1944 r. Został ewakuowany z pola bitwy, z urwaną nogą, i przetransportowany celem leczenia do 3 a potem 5 Polskiego Szpitala Wojskowego we Włoszech i do Szpitala Polowego WP w Egipcie. Potem w Anglii i Szkocji leczony aż do roku 1948.

## Okres powojenny
Po rozformowaniu w 1948 r. II Korpusu Armii Polskiej na Zachodzie, pracował fizycznie w fabryce silników Rolls Royce. Pozostał w Anglii na emigracji, zamieszkując w Manchesterze. Walenty Owczarski w uznaniu zasług na polu walki w okresie II wojny światowej został odznaczony Krzyżem Virtuti Militari, Krzyżem Walecznych oraz brytyjskimi orderami i odznaczeniami wojskowymi: Defence Medal, 1939-45 Star, Italy Star, The War Medal 1939–1945.
W dniu 1 sierpnia 1944 roku awansowany do stopnia podporucznika piechoty.

## Życie prywatne
W Polsce, wziął ślub w Wieruszowie, w 1933 roku, z Pelagią z domu Grądziel. W 1933 roku, w Kobryniu, urodził się im syn Zbigniew.

## Ordery i odznaczenia
- Order Virtuti Militari (Polska)
- Krzyż Walecznych (Polska)
- Defence Medal (Wielka Brytania)
- 1939-45 Star (Wielka Brytania)
- Italy Star (Wielka Brytania)
- War Medal 1939–1945 (Wielka Brytania)